# Schizotetranychus meghalayensis
Schizotetranychus meghalayensis är en spindeldjursart som beskrevs av Gupta 1994. Schizotetranychus meghalayensis ingår i släktet Schizotetranychus och familjen Tetranychidae. Inga underarter finns listade i Catalogue of Life.